# Cordulegaster godmani
Cordulegaster godmani là loài chuồn chuồn trong họ Cordulegastridae. Loài này được McLachlan mô tả khoa học đầu tiên năm 1878.